# Роберт (король Неаполя)
Роберт I (*Robert le Bon, 1277 — 20 січня 1343) — король Неаполя у 1309—1343 роках. Мав прізвисько «Добрий» та «Мудрий».

## Життєпис

### Молоді роки
Походив з династії Анжу-Капетингів. Третій син Карла II, короля Неаполя, та угорської принцеси Марії. Народився 1277 року. Здобув гарну освіту.
Після того як старші брати — Карл Мартелл, успадкувавши від своєї матері права на престол Угорщини, після смерті короля Ласло IV вступив в боротьбу за угорську корону, був коронований 1291 року, але помер, не домігшись бажаного, й Людовик обрав духовну кар'єру, ставши єпископом Тулузи, Роберт став спадкоємцем Карла II. Небіж Роберта — Карл I Роберт, який домігся угорської корони, був змушений зректися своїх прав на Неаполь.
1295 року за посередництва папи римського було укладено мир в Ананьї, за яким Хайме II, король Арагону, відмовлявся від Сицилії на користь Анжуйской династії, після чого Роберт одружився з Іоландою Арагонською, сестрою Хайме II. Але підписаний мир і шлюб не принесли Роберту Сицилії: сицилійці не визнали передачі острова династії Анжу і обрали своїм королем Федеріго II, молодшого брата Хайме II. 1296 року отримує титул герцога Калабрії.
У 1298 році, скориставшись протистоянням нового сицилійського короля з папою римським Боніфацієм VIII, Роберт на чолі війська висадився на Сицилії. Водночас неаполітанський флот здобув перемогу над сицилійським у битві при мисі Орландо. Втім у битві при Катаньї Роберт зазнав поразки від Федеріго II. Військові дії тривали до 1302 року. За угодою 1302 року в Калтабеллоті Карл II і Роберт визнали Федеріго II довічним королем Сицилії, що фактично означало їх відмову від продовження боротьби за острів.

### Королювання
1309 року після смерті батька, Роберт вступив на трон Неаполя, при цьому виявився на довгі роки очільником гвельфів в Італії. надав підтримку папі римському Клименту V, який оселився в авіньойні, що належав графству Прованс, володарем якого був Роберт I. 1310 року від папи римського отримав посаду вікарія Тоскани і Романьї.
У 1311—1313 роках Роберт I воював з імператором Генріхом VII Люксембургом. У травні 1312 року Генріх VII, тимчасово упокоривши ломбардні міста, вступив до Риму. Але правий берег Тибру з собором святого Петра перебував під контролем неаполітанських військ під командуванням Іоанна Ахайського, брата Роберта. Генріх VII не зміг зламати їх опору. В результаті імператор коронувався в Сан-Джованні-ді-Латерано 22 липня 1312 року і залишив Рим. Водночас проти Неаполітанського короля виступив Федеріго II, король Сицилії, який захопив Калабрію.
Після смерті Генріха VII 24 серпня 1313 року Роберт продовжив війну з гібеллінами в Північній Італії. 1314 року спробував захопити Сицилію, але без успіху. 1315 року війська Неаполю зазнали поразки у битві при Монтекатіні в Тоскані. 1316 року війна з Федеріго II поновилася. Водночас того ж року Роберт I завдав поразки Маттео I Вісконті, захопивши Павію та південну Ломбардію.
Зрештою у 1317 році укладено перемир'я за яким Роберт I відмовився від завоювань на Сицилії в обмін Фредерік II повернув тому усі землі в Калабрії. Того ж року папа римський Іоанн XXII за заслуги короля Роберта перед Святим престолом звів його в сан сенатора Риму.
Після цього став запрошувати до королівства тосканських купців, насамперед з Флоренції. Почалася розбудова Неаполя, який наприкінці правління Роберта I перетворився на одне з великих міст Італії.
У 1318 році король Неаполю домігся підпорядкування Генуезької республіки, а 1319 року — Брешії, а також змусив рахуватися династії Вісконті (володарів Мілану) та Скалігери (володарів Верони). На нетривалий час став фактичний правителем усієї Італії. Проте вже у 1320—1321 роках втратив вплив на північну Італію, окрім П'ємонту.
1321 року, скориставшись покладання інтердикту папою римським Іоанном XXII на Сицилію, Роберт I поновив війну з Федеріго II, але у битві при Палермо син Роберта — Карл — зазнав поразки. У 1325 році зіткнувся з повстанням в Романьї, де зазнав невдачі. Втім того ж року домігся обрання свого сина Карла правителем Флоренції.
У 1326—1327 роках відбулася чергова війна з Сицилією, втім без результату. У 1328 році Роберт I успішно протистояв імператору Людвігу IV Баварському, а в 1330 році завдав поразки Іоанну Люксембург, королю Богемії, змусивши його залишити Італію. У 1334 році в результаті повстання Роберт I втратив владу в Генуї.
1339 року за підтримки папи римського Бенедикта XII, Роберт I зробив нову спробу підкорити Сицилію. Війна тривала до 1342 року, коли неаполітанські війська зазнали поразки при Терміні й Мілаццо, також втрачено Ліпарські острови. Проте боротьба тривала до самої смерті короля Роберта I. Владу успадкувала онука Джованна I.

## Меценат
Роберта I високо цінували Петрарка і Боккаччо як високоосвіченого монарха і покровителя мистецтв. Петрарка домагався честі виступити перед Робертом перед тим, як податися до Риму для отримання вінка на Капітолійському пагорбі в 1341 році. Він же присвятив Роберту поему «Африка», яка побачила світ уже після смерті як короля, так і автора.
Запрошував італійських митців (скульпторів та художників) з усієї Італії, зокрема Тіно ді Камаіно, Джотто. Багато зробив для розвитку Неаполітанського королівства.

## Родина
1. Дружина — Іоланда (1273—1302), донька Педро III, короля Арагону
Діти:
- Карло (1298—1328), герцог Калабрії
- Людовік (1300—1310)

2. Дружина — Санча, донька Хайме ІІ, короля Майорки
2. бастарда (доньки)

## Генеалогія
Роберт веде свій родовід, в тому числі, й від Великих князів Київських Мстислава Великого та Володимира Мономаха.